# Noel Malcolm
Noel Robert Malcolm (26. prosinca 1956.) je britanski povjesničar i pisac.

## Životopis
Malcolm je pohađao čuveni etonski koledž, diplomirao je (Peterhouse) i doktorirao (Trinity College) u Cambridgeu, gdje je jedno vrijeme i predavao. Radio je kao urednik za britanski tjednik The Spectator, te kao kolumnist za Daily Telegraph, no 1995. godine je zamijenio rad u novinama vraćajući se pozivu znanosti. Član je Britanske akademije.

## Stručni rad
U Hrvatskoj Malcolm je najpoznatiji po svojim knjigama "Povijest Bosne: kratki pregled" i "Kosovo: kratka povijest".
Stil mu je jasan i precizan: Arkan je bio kriminalac u mafijaškom stilu za kojim je tragao Interpol zbog više počinjenih zločina. Za njega se općenito vjerovalo da radi za jugoslavensku tajnu policiju i da je sudjelovao u progonima i izvršavanju atentata na jugoslavenske političke emigrante. U početku je te jedinice financiralo Ministarstvo unutarnjih poslova, a poslije, u toku godine, kad su se pročule pod imenom "Arkanovi tigrovi", financirale su se same - i to vrlo uspješno - punim kamionima opljačkane robe koju su dovozili iz hrvatskih gradova i sela.

## Djela (prevedena)
- "Povijest Bosne: kratki pregled" Novi Liber, Zagreb - Dani, Sarajevo 1995. ISBN 953-6045-03-6
- "Kosovo: kratka povijest" Dani, Sarajevo 2000. ISBN 9958-717-03-4

## Vanjske poveznice
- Recenzija knjige Brendana Simmsa "Najsramniji trenutak: Britanija i uništavanje Bosne"  Arhivirana inačica izvorne stranice od 19. ožujka 2012. (Wayback Machine)